# جيريمي هايوارد
جيريمي هايوارد (بالإنجليزية: Jeremy Hayward) هو لاعب هوكي الحقل أسترالي، ولد في 3 مارس 1993 في داروين في أستراليا.

## روابط خارجية
- جيريمي هايوارد على موقع الاتحاد الدولي للهوكي (الإنجليزية)
- جيريمي هايوارد على موقع اللجنة الأولمبية الدولية (الإنجليزية)
- جيريمي هايوارد على موقع أوليمبيديا (الإنجليزية)
- جيريمي هايوارد على موقع اللجنة الأولمبية الأسترالية (الإنجليزية)